# Campeonato Paraense de Futebol de 2021 - Série B
A Série B do Campeonato Paraense de Futebol de 2021 será a 36ª edição da Segunda Divisão no estado do Pará. A competição concede duas vagas a primeira divisão do Campeonato Paraense de Futebol de 2022.
A competição novamente quebra o recorde de equipes inscritas na disputa, desta vez com 23.
Esta edição conta com 5 clubes estreantes, destaque para a ESMAC que já conta com forte tradição no futsal e futebol feminino.

## Regras da competição
Os vinte e três clubes estão divididos em 6 chaves, 5 com 4 equipes e 1 com 3, jogando dentro da chave em formato de turno único, a melhor equipe de cada grupo garante vaga para as quartas de final, os 2 melhores segundos colocados entre os grupos B, C, D, E e F, também garantem vaga nas quartas de final, os 2 finalistas irão obter o acesso a 1° Divisão em 2022.
1. Serão permitidos apenas 5 jogadores com idade acima dos 23 anos por partida com exceção dos goleiros, que não entram nesta conta.

## Primeira Fase

### Grupo A

#### Tabela de jogos
| \| Sábado, 16 de outubro \| São Francisco-PA \| 0 – 0 \| Altamira \| Santarém \| \| \| 15:30 \| \| Súmula \| \| Estádio: Colosso do Tapajós Árbitro: PA Elivelton Galvao Mota \| \| |                  |        |          |                                                               |  |
| Sábado, 16 de outubro | São Francisco-PA | 0 – 0  | Altamira | Santarém                                                      |  |
| 15:30 |                  | Súmula |          | Estádio: Colosso do Tapajós Árbitro: PA Elivelton Galvao Mota |  |

| \| Terça-feira, 19 de outubro \| São Raimundo-PA \| 2 – 1 \| Altamira \| Santarém \| \| \| 15:30 \| Wendell 25' · Lucas Dayan 35' \| Súmula \| 80' (GC) Tiago \| Estádio: Colosso do Tapajós Árbitro: PA Silverio Ferreira Pinto \| \| |                               |        |                |                                                                 |  |
| Terça-feira, 19 de outubro | São Raimundo-PA               | 2 – 1  | Altamira       | Santarém                                                        |  |
| 15:30 | Wendell 25' · Lucas Dayan 35' | Súmula | 80' (GC) Tiago | Estádio: Colosso do Tapajós Árbitro: PA Silverio Ferreira Pinto |  |

| \| Sábado, 23 de outubro \| São Francisco-PA \| 1 – 3 \| São Raimundo-PA \| Santarém \| \| \| 15:30 \| Jackson 23' (pen) \| Súmula \| 59' Max Sandro · 65' Tiago · 80' Matheus \| Estádio: Colosso do Tapajós Árbitro: PA Vanaldo Nascimento dos Santos Junior \| \| |                   |        |                                          |                                                                              |  |
| Sábado, 23 de outubro | São Francisco-PA  | 1 – 3  | São Raimundo-PA                          | Santarém                                                                     |  |
| 15:30 | Jackson 23' (pen) | Súmula | 59' Max Sandro · 65' Tiago · 80' Matheus | Estádio: Colosso do Tapajós Árbitro: PA Vanaldo Nascimento dos Santos Junior |  |

| \| Quarta-Feira, 27 de outubro \| Altamira \| 0 – 2 \| São Francisco-PA \| Altamira \| \| \| 15:30 \| \| Súmula \| 6' (GC) Wellyson · 90+9' Lucas \| Estádio: O Bandeirão Árbitro: PA Janio Balzac Pereira \| \| |          |        |                                |                                                       |  |
| Quarta-Feira, 27 de outubro | Altamira | 0 – 2  | São Francisco-PA               | Altamira                                              |  |
| 15:30 |          | Súmula | 6' (GC) Wellyson · 90+9' Lucas | Estádio: O Bandeirão Árbitro: PA Janio Balzac Pereira |  |

| \| Sábado, 30 de outubro \| Altamira \| 1 – 3 \| São Raimundo-PA \| Altamira \| \| \| 15:30 \| Arian 21' \| Súmula \| 6' Lucas Dayan · 59' 90+4' Tiago \| Estádio: O Bandeirão Árbitro: PA Elerson Fernandes da Silva \| \| |           |        |                                  |                                                             |  |
| Sábado, 30 de outubro | Altamira  | 1 – 3  | São Raimundo-PA                  | Altamira                                                    |  |
| 15:30 | Arian 21' | Súmula | 6' Lucas Dayan · 59' 90+4' Tiago | Estádio: O Bandeirão Árbitro: PA Elerson Fernandes da Silva |  |

| \| Quarta-Feira, 3 de novembro \| São Raimundo-PA \| 4 – 0 \| São Francisco-PA \| Santarém \| \| \| 15:30 \| Jerferson 35' 45' · Matheus 89' · Lucas Dayan 90+1' \| Súmula \| \| Estádio: Colosso do Tapajós Árbitro: PA Ragner Mota Castro \| \| |                                                     |        |                  |                                                            |  |
| Quarta-Feira, 3 de novembro | São Raimundo-PA                                     | 4 – 0  | São Francisco-PA | Santarém                                                   |  |
| 15:30 | Jerferson 35' 45' · Matheus 89' · Lucas Dayan 90+1' | Súmula |                  | Estádio: Colosso do Tapajós Árbitro: PA Ragner Mota Castro |  |

### Grupo B

#### Tabela de jogos
| Sábado, 16 de outubro | Tiradentes-PA                        | 2 – 3  | Pinheirense                         | Belém                                                              |  |
| 9:30                  | Kleber Junior 47' (pen) · Arthur 50' | Súmula | 24' 38' Sidney · 41' Armando Angelo | Estádio: CEJU - Campo 1 Árbitro: PA Melck Muller Soares de Almeida |  |

| Sábado, 16 de outubro | Vila Rica                                      | 3 – 4  | Sport Real                               | Belém                                                                         |  |
| 9:45                  | Talisson Carioca 41' 90+2' (pen) · Ceará 45+1' | Súmula | 5' 58' Palhoça · 68' Enoque · 69' Camilo | Estádio: CEJU - Campo 2 Árbitro: PA Alexandre Expedito Vieira da Silva Junior |  |

| Terça-feira, 19 de outubro | Sport Real                  | 3 – 0  | Tiradentes-PA | Belém                                               |  |
| 9:30                       | Enoque 61' 72' · Camilo 87' | Súmula |               | Estádio: Souza Árbitro: PA Bruno Luiz Vieira da Luz |  |

| Terça-feira, 19 de outubro | Pinheirense | 0 – 0  | Vila Rica | Icoaraci                                                           |  |
| 15:30                      |             | Súmula |           | Estádio: Abelardo Conduru Árbitro: PA Marco Jose Soares de Almeida |  |

| Sexta-feira, 22 de outubro | Tiradentes-PA | 0 – 2  | Vila Rica                | Belém                                                         |  |
| 9:30                       |               | Súmula | 71' 85' Talisson Carioca | Estádio: CEJU - Campo 1 Árbitro: PA Nadilson Sousa dos Santos |  |

| Sexta-feira, 22 de outubro | Pinheirense                        | 3 – 0  | Sport Real | Icoaraci                                                         |  |
| 15:30                      | Caio 45' · William 68' · David 82' | Súmula |            | Estádio: Abelardo Conduru Árbitro: PA Olivaldo Jose Alves Moraes |  |

| Terça-Feira, 26 de outubro | Vila Rica                              | 3 – 2  | Tiradentes-PA            | Belém                                                                |  |
| 9:15                       | Talisson Carioca 13' 44' · Rodrigo 54' | Súmula | 50' Giovanni · 90+3' Ton | Estádio: CEJU - Campo 1 Árbitro: PA Murilo Augusto Amoras de Almeida |  |

| Terça-Feira, 26 de outubro | Sport Real | 0 – 0  | Pinheirense | Belém                                              |  |
| 9:30                       |            | Súmula |             | Estádio: Souza Árbitro: PA Andrey da Silva e Silva |  |

| Sábado, 30 de outubro | Vila Rica                 | 2 – 4  | Pinheirense                               | Belém                                                        |  |
| 9:15                  | Rodrigo 48' · Cleider 58' | Súmula | 27' Debu · 41' William · 79' 90' Darilson | Estádio: CEJU - Campo 1 Árbitro: PA Bruno Luiz Vieira da Luz |  |

| Sábado, 30 de outubro | Tiradentes-PA        | 2 – 7  | Sport Real                                                       | Belém                                                  |  |
| 9:30                  | Arthur 54' · Ton 73' | Súmula | 2' (pen) 25' 45+2' Palhoça · 46' 58' 66' Rodrigão · 90+1' Felipe | Estádio: CEJU - Campo 2 Árbitro: PA Gustavo Ramos Melo |  |

| Quarta-Feira, 3 de novembro | Sport Real                   | 3 – 1  | Vila Rica            | Belém                                              |  |
| 15:30                       | Eric 28' · Palhoça 77' 90+2' | Súmula | 62' Talisson Carioca | Estádio: Souza Árbitro: PA Andrey da Silva e Silva |  |

| Quarta-Feira, 3 de novembro | Pinheirense            | 2 – 0  | Tiradentes-PA | Icoaraci                                                       |  |
| 15:30                       | William 26' · Debu 46' | Súmula |               | Estádio: Abelardo Conduru Árbitro: PA Gleika Oliveira Pinheiro |  |

### Grupo C

#### Tabela de jogos
| Domingo, 17 de outubro | ESMAC                       | 2 – 0  | Sport Belém | Outeiro                                                           |  |
| 9:00                   | Jonatha 14' · Fidelis 90+1' | Súmula |             | Estádio: CT do Remo - Campo 1 Árbitro: PA Andrey da Silva e Silva |  |

| Domingo, 17 de outubro | Pedreira | 0 – 0  | Fonte Nova | Belém                                                     |  |
| 15:30                  |          | Súmula |            | Estádio: CEJU - Campo 2 Árbitro: PA Fabio Ferreira Amaral |  |

| Quarta-feira, 20 de outubro | Sport Belém | 0 – 1  | Pedreira   | Belém                                                                |  |
| 9:30                        |             | Súmula | 60' Marcos | Estádio: CEJU - Campo 1 Árbitro: PA Murilo Augusto Amoras de Almeida |  |

| Quarta-feira, 20 de outubro | Fonte Nova | 1 – 1  | ESMAC           | Belém                                                              |  |
| 9:45                        | Andre 78'  | Súmula | 69' Pedro Paulo | Estádio: CEJU - Campo 2 Árbitro: PA Raymar Klemer Rezende Ferreira |  |

| Sábado, 23 de outubro | ESMAC               | 1 – 2  | Pedreira                     | Belém                                                             |  |
| 9:15                  | Fidelis 45+4' (pen) | Súmula | 45+1' 56' (pen) Paulo Rangel | Estádio: CEJU - Campo 1 Árbitro: PA Joel Alberto Teixeira Rezende |  |

| Sábado, 23 de outubro | Sport Belém | 1 – 4  | Fonte Nova                      | Belém                                                  |  |
| 9:15                  | Dimitry 4'  | Súmula | 12' 38' 43' Mariano · 45' Andre | Estádio: CEJU - Campo 2 Árbitro: PA Gustavo Ramos Melo |  |

| Terça-Feira, 26 de outubro | Fonte Nova                  | 2 – 1  | Sport Belém  | Belém                                                           |  |
| 9:30                       | Ere 37' · Lucas Geovani 38' | Súmula | 23' Gilberto | Estádio: CEJU - Campo 2 Árbitro: PA Emmanuel Luiz Ribeiro Gomes |  |

| Quarta-Feira, 27 de outubro | Pedreira | 0 – 0  | ESMAC | Belém                                                  |  |
| 9:30                        |          | Súmula |       | Estádio: Souza Árbitro: PA Herik Danilo Braga Ferreira |  |

| Sábado, 30 de outubro | ESMAC       | 1 – 1  | Fonte Nova | Belém                                                         |  |
| 9:30                  | Edinaldo 5' | Súmula | 63' Ere    | Estádio: CEJU - Campo 3 Árbitro: PA Nadilson Sousa dos Santos |  |

| Domingo, 31 de outubro | Pedreira                                                            | 4 – 0  | Sport Belém | Belém                                               |  |
| 9:30                   | Paulo Rangel 21' (pen) 90+1' · João Carlos 45+4' · Dimitry 74' (GC) | Súmula |             | Estádio: Souza Árbitro: PA Gleika Oliveira Pinheiro |  |

| Quarta-Feira, 3 de novembro | Fonte Nova          | 1 – 1  | Pedreira   | Belém                                                  |  |
| 15:30                       | Mariano 45+1' (pen) | Súmula | 90+8' Neto | Estádio: CEJU - Campo 3 Árbitro: PA Gustavo Ramos Melo |  |

| Quarta-Feira, 3 de novembro | Sport Belém | 1 – 4  | ESMAC                   | Belém                                                              |  |
| 15:30                       | Luciano 25' | Súmula | 10' 33' 41' 88' Fidelis | Estádio: CEJU - Campo 1 Árbitro: PA Melck Muller Soares de Almeida |  |

### Grupo D

#### Tabela de jogos
| Domingo, 17 de outubro | Amazônia                                         | 4 – 1  | Paraense        | Marituba                                                       |  |
| 9:30                   | Marcio 39' · Juninho 73' · Luan 78' · Tikó 90+2' | Súmula | 56' (GC) Andrey | Estádio: CT da Desportiva Árbitro: PA Joelson Silva dos Santos |  |

| Domingo, 17 de outubro | União Paraense | 1 – 0  | Vênus | Belém                                           |  |
| 9:30                   | Bernardo 45+1' | Súmula |       | Estádio: Souza Árbitro: PA Elaine da Silva Melo |  |

| Quarta-feira, 20 de outubro | Vênus | 0 – 1  | Amazônia        | Abaetetuba                                                                               |  |
| 15:30                       |       | Súmula | 2' (pen) Marcio | Estádio: Humberto Parente Árbitro: PA Fernando Antonio Mendes de Salles Nascimento Filho |  |

| Quarta-feira, 20 de outubro | Paraense                   | 2 – 2  | União Paraense | Belém                                                           |  |
| 9:15                        | Formiga 40' · Wesley 45+2' | Súmula | 46' 67' Ludson | Estádio: CEJU - Campo 3 Árbitro: PA Emmanuel Luiz Ribeiro Gomes |  |

| Sábado, 23 de outubro | Amazônia                       | 2 – 1  | União Paraense   | Marituba                                                 |  |
| 9:30                  | Juninho Silva 38' · Marcio 41' | Súmula | 53' (pen) Werick | Estádio: CT da Desportiva Árbitro: PA Danilo Lopes Viana |  |

| Sábado, 23 de outubro | Paraense | 0 – 3  | Vênus                                   | Belém                                                                 |  |
| 9:45                  |          | Súmula | 41' Carlinhos · 59' Tavinho · 90' Bilau | Estádio: CEJU - Campo 3 Árbitro: PA Joelson Nazareno Ferreira Cardoso |  |

| Quarta-Feira, 27 de outubro | Vênus | 0 – 1  | Paraense | Abaetetuba                                                          |  |
| 15:30                       |       | Súmula | 87' João | Estádio: Humberto Parente Árbitro: PA Ignacio Jose de Almeida Pedro |  |

| Quarta-Feira, 27 de outubro | União Paraense   | 1 – 0  | Amazônia | Belém                                               |  |
| 15:30                       | Edson Junior 55' | Súmula |          | Estádio: Souza Árbitro: PA Joelson Silva dos Santos |  |

| Sábado, 30 de outubro | União Paraense | 0 – 0  | Paraense | Belém                                                   |  |
| 9:30                  |                | Súmula |          | Estádio: Souza Árbitro: PA Marco Jose Soares de Almeida |  |

| Sábado, 30 de outubro | Amazônia                                     | 3 – 0  | Vênus | Marituba                                                            |  |
| 9:30                  | Juninho Silva 19' · Marcio 21' · Betinho 33' | Súmula |       | Estádio: CT da Desportiva Árbitro: PA Joel Alberto Teixeira Rezende |  |

| Quarta-Feira, 3 de novembro | Vênus         | 2 – 1  | União Paraense | Abaetetuba                                                     |  |
| 15:30                       | Bilau 11' 25' | Súmula | 76' Ludson     | Estádio: Humberto Parente Árbitro: PA Dilvan Trindade Oliveira |  |

| Quarta-Feira, 3 de novembro | Paraense | 0 – 1  | Amazônia  | Belém                                                    |  |
| 15:30                       |          | Súmula | 43' Bruno | Estádio: CEJU - Campo 3 Árbitro: PA Elaine da Silva Melo |  |

### Grupo E

#### Tabela de jogos
| Sábado, 16 de outubro | Santos Athlético | 0 – 2  | Cametá                     | Moju                                                  |  |
| 15:30                 |                  | Súmula | 8' Itamar Santos · 81' Pet | Estádio: Janjão Árbitro: PA Nadilson Sousa dos Santos |  |

| Sábado, 16 de outubro | Atlético-PA          | 2 – 3  | Parauapebas                        | Parauapebas                                     |  |
| 15:30                 | Ramon 2' · Miller 4' | Súmula | 9' Tiago · 45+1' Hugo · 62' Thulio | Estádio: Rosenão Árbitro: PA Danilo Lopes Viana |  |

| Quarta-feira, 20 de outubro | Santos Athlético | 1 – 1  | Atlético-PA | Moju                                                 |  |
| 15:30                       | Bruno 28'        | Súmula | 56' Gilmar  | Estádio: Janjão Árbitro: PA Dilvan Trindade Oliveira |  |

| Quarta-feira, 20 de outubro | Parauapebas              | 2 – 0  | Cametá | Parauapebas                                                |  |
| 18:00                       | Thulio 69' · Marcelo 90' | Súmula |        | Estádio: Rosenão Árbitro: PA Antonio Eliude da Silva Costa |  |

| Sábado, 23 de outubro | Atlético-PA          | 2 – 3  | Cametá                                    | Parauapebas                                            |  |
| 15:30                 | Miller 26' 88' (pen) | Súmula | 50' Tchoco · 75' Pedrão · 82' Cabralzinho | Estádio: Rosenão Árbitro: PA Andre Michel Petri Galina |  |

| Domingo, 24 de outubro | Parauapebas             | 3 – 1  | Santos Athlético | Parauapebas                                       |  |
| 18:00                  | Aleff 16' (pen) 19' 45' | Súmula | 80' Caeté        | Estádio: Rosenão Árbitro: PA Joel Costa Goes Neto |  |

| Quarta-Feira, 27 de outubro | Cametá          | 1 – 2  | Santos Athlético       | Cametá                                                            |  |
| 15:30                       | Chaveirinho 74' | Súmula | 58' Mateus · 73' Bruno | Estádio: Parque do Bacurau Árbitro: PA Olivaldo Jose Alves Moraes |  |

| Quarta-Feira, 27 de outubro | Parauapebas     | 1 – 2  | Atlético-PA                | Parauapebas                                             |  |
| 18:00                       | Aleff 81' (pen) | Súmula | 70' Felipinho · 89' Miller | Estádio: Rosenão Árbitro: PA Elerson Fernandes da Silva |  |

| Domingo, 31 de outubro | Cametá                      | 2 – 3  | Parauapebas                                 | Cametá                                                          |  |
| 15:30                  | Nycollas 49' · Hercules 64' | Súmula | 25' Fernando · 82' Cristian · 90+1' Marcelo | Estádio: Parque do Bacurau Árbitro: PA Joelson Silva dos Santos |  |

| Domingo, 31 de outubro | Atlético-PA        | 3 – 0  | Santos Athlético | Parauapebas                                                |  |
| 15:30                  | Miller 16' 31' 55' | Súmula |                  | Estádio: Rosenão Árbitro: PA Thiago Leandro da Silva Costa |  |

| Quarta-Feira, 3 de novembro | Cametá  | 1 – 2  | Atlético-PA                         | Cametá                                                                   |  |
| 15:30                       | Pet 46' | Súmula | 90+1' Felipinho · 90+3' Mateus Café | Estádio: Parque do Bacurau Árbitro: PA Joelson Nazareno Ferreira Cardoso |  |

| Quarta-Feira, 3 de novembro | Santos Athlético | 0 – 5  | Parauapebas                                                           | Moju                                                                  |  |
| 15:30                       |                  | Súmula | 27' Willyan · 37' Indio · 45+3' Anderson · 61' Gabriel · 89' Aleílson | Estádio: Janjão Árbitro: PA Alexandre Expedito Vieira da Silva Junior |  |

### Grupo F

#### Tabela de jogos
| Sábado, 16 de outubro | Izabelense                                                 | 4 – 0  | Santa Rosa | Santa Izabel do Pará                                        |  |
| 15:30                 | Junior 9' · Felipe Vigia 34' · Rikelme 36' · Caça Rato 71' | Súmula |            | Estádio: Edilson Abreu Árbitro: PA Gleika Oliveira Pinheiro |  |

| Sábado, 16 de outubro | Caeté                                                | 4 – 1  | Capitão Poço   | Bragança                                                       |  |
| 15:30                 | Roni 2' · Anthony 43' · Alex 83' · Bambelo 85' (pen) | Súmula | 90+3' Venilson | Estádio: Diogão Árbitro: PA Raimundo Gilson Goncalves de Brito |  |

| Terça-feira, 19 de outubro | Santa Rosa  | 1 – 1  | Caeté        | Belém                                                           |  |
| 9:30                       | Donovan 18' | Súmula | 90+3' Flavio | Estádio: CEJU - Campo 1 Árbitro: PA Herik Danilo Braga Ferreira |  |

| Terça-feira, 19 de outubro | Capitão Poço              | 3 – 2  | Izabelense           | Capitão Poço                                                 |  |
| 15:30                      | Erik 6' 81' · Rafinha 88' | Súmula | 34' 60' Felipe Vigia | Estádio: Gavião Real Árbitro: PA Cleonildo de Miranda Barros |  |

| Sexta-feira, 22 de outubro | Santa Rosa          | 2 – 1  | Capitão Poço   | Belém                                                              |  |
| 9:15                       | Rogerinho 45+3' 67' | Súmula | 77' Mateuzinho | Estádio: CEJU - Campo 2 Árbitro: PA Melck Muller Soares de Almeida |  |

| Sexta-feira, 23 de outubro | Izabelense | 0 – 3  | Caeté                              | Santa Izabel do Pará                                    |  |
| 15:30                      |            | Súmula | 3' Anthony · 47' Flavio · 54' Alex | Estádio: Edilson Abreu Árbitro: PA Elaine da Silva Melo |  |

| Terça-Feira, 26 de outubro | Capitão Poço | 1 – 0  | Santa Rosa | Capitão Poço                                                    |  |
| 15:30                      | José 72'     | Súmula |            | Estádio: Gavião Real Árbitro: PA Raymar Klemer Rezende Ferreira |  |

| Quarta-Feira, 27 de outubro | Caeté            | 1 – 2  | Izabelense                   | Bragança                                                              |  |
| 15:30                       | Rikelme 15' (GC) | Súmula | 18' Arlen · 50' Felipe Vigia | Estádio: Diogão Árbitro: PA Alexandre Expedito Vieira da Silva Junior |  |

| Domingo, 31 de outubro | Caeté                                                    | 5 – 1  | Santa Rosa  | Bragança                                                       |  |
| 15:30                  | PC 46' 81' 88' (pen) · Serra Azul 63' (GC) · Cleiton 83' | Súmula | 73' Jubileu | Estádio: Diogão Árbitro: PA Raimundo Gilson Goncalves de Brito |  |

| Domingo, 31 de outubro | Izabelense                      | 2 – 1  | Capitão Poço   | Santa Izabel do Pará                                             |  |
| 15:30                  | Arlen 45+1' · Rikelme 59' (pen) | Súmula | 49' Mateuzinho | Estádio: Edilson Abreu Árbitro: PA Ignacio Jose de Almeida Pedro |  |

| Quarta-Feira, 3 de novembro | Capitão Poço                                                      | 5 – 2  | Caeté        | Capitão Poço                                                |  |
| 15:30                       | Gustavo 20' 90' · Venilson 45+6' · José 72' · Lucas Matheus 90+3' | Súmula | 21' 76' Alex | Estádio: Gavião Real Árbitro: PA Olivaldo Jose Alves Moraes |  |

| Quarta-Feira, 3 de novembro | Santa Rosa               | 2 – 2  | Izabelense                        | Castanhal                                         |  |
| 15:30                       | Tracateua 43' · Dedé 61' | Súmula | 51' (pen) Rikelme · 69' Caça Rato | Estádio: Modelão Árbitro: PA Joel Costa Goes Neto |  |

## Fase Final
Em itálico, as equipes que disputarão a primeira partida como mandante. Em negrito, as equipes classificadas.
|  |  |

|  | Quartas-de-final    | Quartas-de-final    | Quartas-de-final    | Quartas-de-final    |   |          | Semifinais                      | Semifinais                      | Semifinais                      | Semifinais                      |  |  | Final          | Final          | Final          | Final          |
|  | 07 a 12 de novembro | 07 a 12 de novembro | 07 a 12 de novembro | 07 a 12 de novembro |   |          | 17 de novembro a 19 de dezembro | 17 de novembro a 19 de dezembro | 17 de novembro a 19 de dezembro | 17 de novembro a 19 de dezembro |  |  | 22 de dezembro | 22 de dezembro | 22 de dezembro | 22 de dezembro |
|  |                     |                     |                     |                     |   |          |                                 |                                 |                                 |                                 |  |  |                |                |                |                |
|  | Pinheirense         | 0                   | 2                   | 2                   |   |          |                                 |                                 |                                 |                                 |  |  |                |                |                |                |
|  | Caeté               | 2                   | 1                   | 3                   |   |          |                                 |                                 |                                 |                                 |  |  |                |                |                |                |
|  | Caeté               | 2                   | 1                   | 3                   |   | Caeté    | 1                               | 3                               | 4                               |                                 |  |  |                |                |                |                |
|  |                     |                     |                     |                     |   | Caeté    | 1                               | 3                               | 4                               |                                 |  |  |                |                |                |                |
|  |                     | São Raimundo-PA     | 0                   | 0                   | 0 |          |                                 |                                 |                                 |                                 |  |  |                |                |                |                |
|  | Parauapebas         | São Raimundo-PA     | 0                   | 0                   | 0 | 0        | 4                               | 4                               |                                 |                                 |  |  |                |                |                |                |
|  | Parauapebas         |                     |                     |                     |   | 0        | 4                               | 4                               |                                 |                                 |  |  |                |                |                |                |
|  | São Raimundo-PA     | 0                   | 2                   | 2                   |   |          |                                 |                                 |                                 |                                 |  |  |                |                |                |                |
|  |                     |                     |                     |                     |   |          |                                 |                                 |                                 |                                 |  |  | Caeté          | 1 (7)          |                |                |
|  |                     |                     | Amazônia            | 1 (8)               |   |          |                                 |                                 |                                 |                                 |  |  |                |                |                |                |
|  | Amazônia            | 1                   | 3                   | 4                   |   |          |                                 |                                 |                                 |                                 |  |  |                |                |                |                |
|  | Sport Real          | 0                   | 1                   | 1                   |   |          |                                 |                                 |                                 |                                 |  |  |                |                |                |                |
|  | Sport Real          | 0                   | 1                   | 1                   |   | Amazônia | 1                               | 2                               | 3                               |                                 |  |  |                |                |                |                |
|  |                     |                     |                     |                     |   | Amazônia | 1                               | 2                               | 3                               |                                 |  |  |                |                |                |                |
|  |                     | Pedreira            | 1                   | 0                   | 1 |          |                                 |                                 |                                 |                                 |  |  |                |                |                |                |
|  | Pedreira            | Pedreira            | 1                   | 0                   | 1 | 1        | 1                               | 2                               |                                 |                                 |  |  |                |                |                |                |
|  | Pedreira            |                     |                     |                     |   | 1        | 1                               | 2                               |                                 |                                 |  |  |                |                |                |                |
|  | Atlético-PA         | 0                   | 1                   | 1                   |   |          |                                 |                                 |                                 |                                 |  |  |                |                |                |                |

### Tabela de jogos
| Domingo, 7 de novembro | Atlético-PA | 0 – 1  | Pedreira     | Parauapebas                                            |  |
| 9:30                   |             | Súmula | 79' Leo Rosa | Estádio: Rosenão Árbitro: PA Djonaltan Costa de Araujo |  |

| Domingo, 7 de novembro | Sport Real | 0 – 1  | Amazônia   | Belém                                                        |  |
| 10:00                  |            | Súmula | 51' Adauto | Estádio: Souza Árbitro: PA Joelson Nazareno Ferreira Cardoso |  |

| Domingo, 7 de novembro | Caeté                | 2 – 0  | Pinheirense | Bragança                                                 |  |
| 15:30                  | Anthony 17' · PC 54' | Súmula |             | Estádio: Diogão Árbitro: PA Marco Jose Soares de Almeida |  |

| Domingo, 7 de novembro | São Raimundo-PA | 0 – 0  | Parauapebas | Santarém                                                        |  |
| 16:00                  |                 | Súmula |             | Estádio: Colosso do Tapajós Árbitro: PA Silverio Ferreira Pinto |  |

| Quarta-feira, 10 de novembro | Pinheirense                 | 2 – 1  | Caeté       | Icoaraci                                                       |  |
| 9:30                         | Guilherme 16' · William 20' | Súmula | 23' Anthony | Estádio: Abelardo Conduru Árbitro: PA Joelson Silva dos Santos |  |

| Quarta-feira, 10 de novembro | Amazônia                              | 3 – 1  | Sport Real   | Marituba                                                        |  |
| 9:30                         | Rosivan 42' · Adauto 74' · Tikó 90+2' | Súmula | 25' Rodrigão | Estádio: CT da Desportiva Árbitro: PA Nadilson Sousa dos Santos |  |

| Quarta-feira, 10 de novembro | Pedreira        | 1 – 1  | Atlético-PA      | Belém                                              |  |
| 15:30                        | Paulo Rangel 8' | Súmula | 25' (GC) Charles | Estádio: Souza Árbitro: PA Andrey da Silva e Silva |  |

| Sexta-feira, 12 de novembro | Parauapebas                                             | 4 – 2  | São Raimundo-PA               | Parauapebas                                     |  |
| 18:00                       | Junior Gaucho 32' · Aleff 36' · Indio 53' · Marcelo 68' | Súmula | 11' Tiago · 80' (pen) Wendell | Estádio: Rosenão Árbitro: PA Danilo Lopes Viana |  |

| Quarta-feira, 17 de novembro | Pedreira         | 1 – 1  | Amazônia    | Belém                                                   |  |
| 15:30                        | Paulo Rangel 50' | Súmula | 21' Betinho | Estádio: Souza Árbitro: PA Marco Jose Soares de Almeida |  |

| Quinta-feira ,16 de dezembro | Caeté       | 1 – 0  | São Raimundo-PA | Bragança                                               |  |
| 15:30                        | Anthony 12' | Súmula |                 | Estádio: Diogão Árbitro: PA Olivaldo Jose Alves Moraes |  |

| Domingo, 21 de novembro | Amazônia               | 2 – 0  | Pedreira | Marituba                                                      |  |
| 18:00                   | Rafael 89' (pen) 90+2' | Súmula |          | Estádio: CT da Desportiva Árbitro: PA Andrey da Silva e Silva |  |

| Domingo, 19 de dezembro | São Raimundo-PA | 0 – 3     | Caeté | Outeiro                         |  |
| 15:15                   |                 | [ Súmula] |       | Estádio: CT do Remo Árbitro: PA |  |

## Premiação
| Campeonato Paraense de 2021 - Série B |
| ------------------------------------- |
| Amazônia Campeão (1° título)          |

## Artilharia
Atualizado em 12 de novembro
| Gols | Jogador          | Equipe          |
| ---- | ---------------- | --------------- |
| 7    | Talisson Carioca | Vila Rica       |
| 7    | Palhoça          | Sport Real      |
| 7    | Miller           | Atlético-PA     |
| 7    | Paulo Rangel     | Pedreira        |
| 6    | Fidelis          | ESMAC           |
| 6    | Aleff            | Parauapebas     |
| 6    | Anthony          | Caeté           |
| 4    | Felipe Vigia     | Izabelense      |
| 4    | Marcio           | Amazônia        |
| 4    | Alex             | Caeté           |
| 4    | PC               | Caeté           |
| 4    | William          | Pinheirense     |
| 4    | Rodrigão         | Sport Real      |
| 4    | Tiago            | São Raimundo-PA |

## Técnicos
| Equipe                | Técnico                                                              |
| --------------------- | -------------------------------------------------------------------- |
| Atlético Paraense     | Zé Carijé (1ª—fase final)                                            |
| Amazônia Independente | Matheus Lima (1ª—fase final)                                         |
| Altamira              | Anderson Pereira (1ª—4ª)                                             |
| Caeté                 | Leo Goiano (1ª, 3ª—fase final) Rodrigo Reis (2ª)                     |
| Cametá                | Jax Cametá (1ª—6ª)                                                   |
| Capitão Poço          | Glauco Almeida (1ª—6ª)                                               |
| ESMAC                 | Pedro Paulo (1ª—4ª) Elcio Souza (5ª—6ª)                              |
| Fonte Nova            | Samuel Cândido (1ª—6ª)                                               |
| Izabelense            | Fernando Dourado (1ª—3ª) Marquinhos Santos (4ª—6ª)                   |
| Paraense              | Rildo Moura (1ª—3ª) Eduardo Vítor (4ª—5ª) Marco Antônio Garrido (6ª) |
| Parauapebas           | Luiz Carlos Cruz (1ª—fase final)                                     |
| Pedreira              | Júnior Amorim (1ª—fase final)                                        |
| Pinheirense           | Emerson Almeida (1ª—fase final)                                      |
| Santa Rosa            | Rogério Belém (1ª, 3ª—6ª) Gabriel Costa (2ª)                         |
| Santos Athlético      | Élcio do Rosário (1ª—6ª)                                             |
| São Francisco         | Fábio Oliveira (1ª—4ª)                                               |
| São Raimundo          | Osvaldo Monte Alegre (1ª—fase final)                                 |
| Sport Belém           | Gledson Marabá (1ª—6ª)                                               |
| Sport Real            | Sidicley Pinheiro (1ª—fase final)                                    |
| Tiradentes            | Fábio Coelho (1ª—2ª) Adenilson Pacheco (3ª—6ª)                       |
| União Paraense        | Mário Henrique (1ª—fase final)                                       |
| Vênus                 | Manuel Lobato (1ª) Agnaldo de Jesus (2ª—6ª)                          |
| Vila Rica             | Antonio Miranda (1ª—6ª)                                              |